# Hernán Ruiz de Villegas
Pour les articles homonymes, voir Hernán Ruiz.
Hernán (quelquefois Fernando, Fernán, ou encore en français Ferdinand) Ruiz de Villegas (1510 - vers 1572) fut un poète espagnol d'expression latine.

## Biographie
Né à Burgos, il étudia les lettres à Paris et à Louvain et fut le disciple de Jean Louis Vivès, et un ami de Guillaume Budé. De retour dans son pays, il devint commandeur de l'ordre de Santiago, corrégidor de Burgos, ainsi que de Cordoue entre 1569 et 1571.

## Œuvre
Son œuvre, restée ignorée, ne fut redécouverte que par hasard : Manuel Martí, cherchant un livre dans la bibliothèque du marquis de Villatorcas, découvrit un manuscrit de ses poésies latines qu'il édita sous le titre de Ferdinandi Ruizii Villegatis Burgensis, quae exstant Opera ; Emmanuelis Martini Alonensis Decani, studio emendata et ad fidem Casteluiniani Codicis Correcta a Bernardo Andrea Lama, iterum recognita ac recensita, nunc primum prodeunt iussu excellentissimi Domini J. Basilii a Castelvi (Venise, 1734).
Nicolás Antonio a laissé une brève notice de sa vie sous le nom de Rodericus Fernandez de Villegas.